# Opština Krivogaštani
Opština Krivogaštani (makedonsky Кривогаштани) je opština na západě Severní Makedonie. Krivogaštani je také název vesnice, která je centrem opštiny. Nachází se v Pelagonském regionu.

## Geografie
Opština sousedí na západě s opštinou Kruševo, na severu s opštinou Dolneni, na východě s opštinou Prilep a na jihu s opštinou Mogila.
Centrem opštiny je vesnice Krivogaštani. Pod ni spadá dalších 12 vesnic:
- Bela Crkva, Borotino, Godivje, Korenica, Krušeani, Mirče Acev, Obršani, Pašino Ruvci, Podvis, Slavej, Vogjani, Vrbjani

## Demografie
Podle sčítání lidu z roku 2021 žije v opštině 5 167 obyvatel. Etnickými skupinami jsou:
- Makedonci = 5 021 (97,17%)
- ostatní a neuvedeno = 146 (2,83 %)